# José Antonio Vázquez
José Antonio Vázquez (Montevideo, Uruguay; 11 de marzo de 1921) apodado Carajito, fue un futbolista uruguayo que se desempeñó en la posición de delantero, más precisamente como entreala izquierdo. Era un jugador que se destacaba por ser hábil y gambeteador. 

## Trayectoria
Jugaba de entreala. Surgido de las divisiones formativas, era un malabarista de la pelota, con habilidad y un pase milimétrico. Apodado "Carajito", por su padre de la costumbre de carajear cuando no le salía una jugada. En un clásico de 1944, se sentó arriba de la pelota en gesto de revancha hacia los rivales. Fue Campeón Uruguayo en 1944 y 1945.
Debutó en Peñarol en el año 1939 y permaneció en el club hasta 1945. Con el club mirasol ganó dos Campeonatos Uruguayos, dos Torneo Competencia y dos Torneo de Honor. 
Para el año 1946 fue fichado por Boca Juniors para reemplazar a su compatriota Severino Varela, quien lo recomendó al club. Debutó el 24 de marzo de ese mismo año y jugaría su último partido con el club xeneize el 9 de febrero de 1947. En total disputó 34 partidos y convirtió 7 goles.
Luego de haber dejado Boca Juniors, fue fichado por Platense en donde permanecería hasta 1948 y finalmente se retiraría como jugador profesional.

## Selección nacional
Fue internacional con la Selección de Uruguay en 8 ocasiones y convirtió 2 goles.

### Participaciones en Copa América
| Copa              | Sede      | Resultado    | Partidos | Goles |
| ----------------- | --------- | ------------ | -------- | ----- |
| Copa América 1946 | Argentina | Cuarto lugar | 2        | 1     |

## Clubes

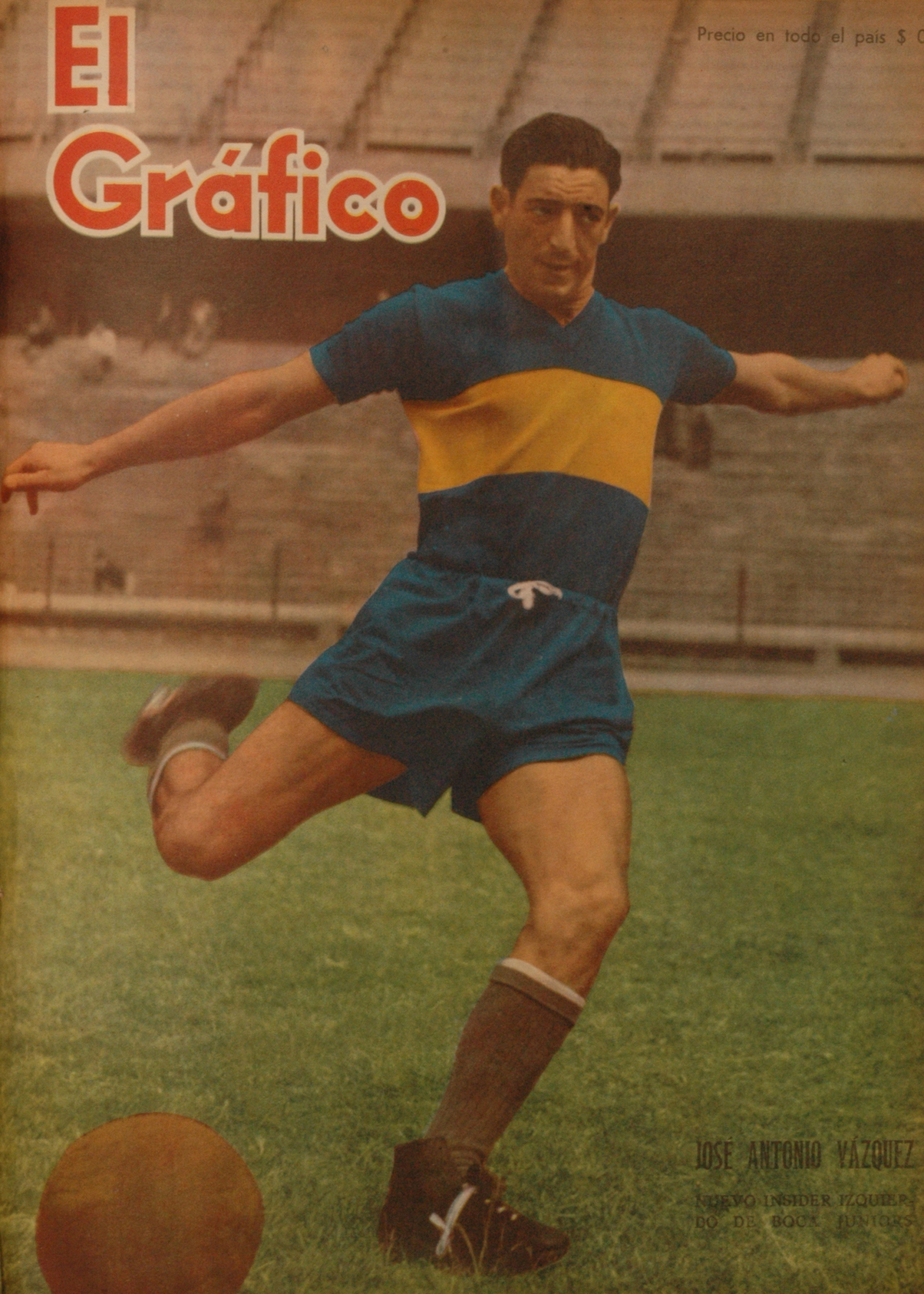
Revista El Gráfico con carajito Vázquez de portada jugando para Boca Juniors.

| Club         | País      | Año         |
| ------------ | --------- | ----------- |
| Peñarol      | Uruguay   | 1939 - 1945 |
| Boca Juniors | Argentina | 1946 - 1947 |
| Platense     | Argentina | 1947 - 1948 |

## Palmarés

### Torneos nacionales
| Título              | Club    | País    | Año  |
| ------------------- | ------- | ------- | ---- |
| Torneo Competencia  | Peñarol | Uruguay | 1941 |
| Torneo Competencia  | Peñarol | Uruguay | 1943 |
| Torneo de Honor     | Peñarol | Uruguay | 1944 |
| Campeonato Uruguayo | Peñarol | Uruguay | 1944 |
| Torneo de Honor     | Peñarol | Uruguay | 1945 |
| Campeonato Uruguayo | Peñarol | Uruguay | 1945 |

### Torneos internacionales
| Título                                | Club         | País      | Año  |
| ------------------------------------- | ------------ | --------- | ---- |
| Copa de Confraternidad Escobar-Gerona | Boca Juniors | Argentina | 1946 |